# Italia (Schiff, 1909)
Die Italia ist ein über Schaufelräder angetriebenes Motorschiff auf dem Gardasee. Es war der letzte und majestätische Salondampfer auf dem Gardasee, der vor dem Ersten Weltkrieg in Dienst gestellt wurde.

## Geschichte

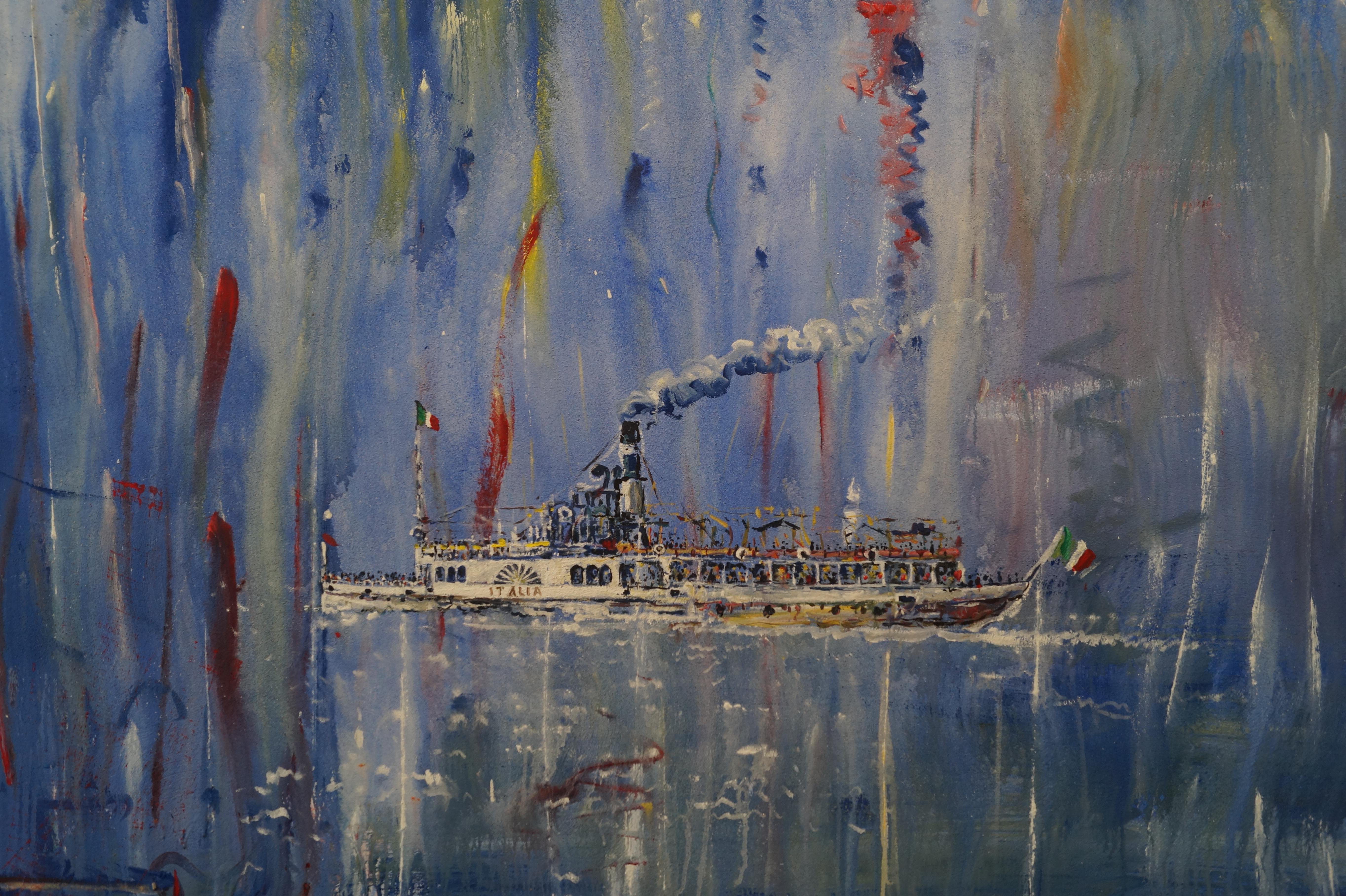
Graffiti in der Fußgängerunterführung in Limone sul Garda zeigt das Aussehen der Italia vor der Umrüstung

Die Mailänder Reederei Innocente Mangilli bestellte 1908 bei der genuesischen Bauwerft Cantieri navali Odero zwei baugleiche Raddampfer. Während die Lombardia zur Beförderung von Passagieren auf dem Lago Maggiore bestimmt war, war die Italia für den Gardasee vorgesehen. Beide Schiffe liefen noch im gleichen Jahr in Sestri Ponente vom Stapel.
Nach der Überführung unternahm die Italia am 5. Mai 1909 ihre Jungfernfahrt auf dem Gardasee. Die österreichisch-ungarischen Behörden untersagten jedoch ein Anlegen in ihren Häfen in Riva del Garda und Torbole und so verkehrte das Schiff zunächst nur im südlichen, italienischen Teil des Sees.
Während des Ersten Weltkriegs wurde die Italia vom Königlich-Italienischen Heer am 23. Mai 1915 angefordert und diente im folgenden Jahr zur Evakuierung von Kriegsflüchtlingen. Da die Reederei Innocente Mangilli inzwischen insolvent war, übernahm die Società subalpina di imprese ferroviarie das Schiff. Die Italia lief am 10. Juni 1923 bei Campione del Garda auf ein Riff und der Rumpf wurde stark beschädigt. Das Schiff wurde evakuiert und anschließend in die Werft in Peschiera del Garda geschleppt.
Im Zweiten Weltkrieg wurde der Raddampfer Giuseppe Zanardelli bei einem Alliierten Luftangriff am 7. November 1944 stark beschädigt. Die Italia schleppte ihn in die Werft. Im Januar des folgenden Jahres wurde die Italia von der Wehrmacht beschlagnahmt und als Lazarettschiff verwendet. Obwohl das Schiff mit roten Kreuzen eindeutig als Lazarettschiff gekennzeichnet im Hafen von Sirmione lag, wurde es am 12. Januar 1945 von vier anglo-amerikanischen Jagdbombern attackiert. Die abgeworfenen sieben oder acht Bomben verfehlten zwar das Schiff, man nahm es jedoch mit den Bordgeschützen ins Visier. Hierbei geriet das Schiff in Brand und der Matrose Guerrino Ceccon wurde getötet. Als sich am 18. Januar erneut eine Fliegerstaffel näherte, kappte man die Taue, mit denen das Schiff vertäut war, damit es vom Ufer weggetrieben würde, da beim ersten Angriff ein nahegelegenes Hotel von Bomben getroffen worden war. Bei diesem Angriff wurde es erneut in Brand gesetzt und sank schließlich. Da es unweit des Ufers im seichten Wasser sank, ragten die Aufbauten noch aus dem Wasser.
Im Juni 1949 wurde die Italia mittels Pontons gehoben und von dem Schlepper Mincio in die Werft geschleppt. Sie wurde wieder instand gesetzt und 1951 nahm sie wieder ihren Betrieb auf. In den Jahren 1976 bis 1977 wurde das Schiff auf dieselelektrischen Antrieb umgerüstet und es erfolgten auch weitere Umbauten. 1999 wurde die Italia erneut modernisiert. Obwohl ihr offizieller Heimathafen Peschiera del Garda ist, liegt sie meist in Riva del Garda, da sie meist im Norden des Gardasees verkehrt.

## Technik
Der stählerne Rumpf des Schiffes ist 51,85 m lang und 6,50 m breit und die Verdrängung wurde anfangs mit 252 t angegeben. Inklusive der Schaufelradkästen beträgt die Breite etwa 12,25 m. Der ursprüngliche Antrieb bestand aus einer Verbunddampfmaschine mit 540 PS, die die beiden Seitenräder antrieb. Die schmiedeeisernen Seitenräder haben einen Durchmesser von etwa 2,50 m und eine Breite von etwa 2,60 m. Während die Maschine mittschiffs installiert war, befanden sich die Dampfkessel zum Heck hin versetzt. Auf dem Hauptdeck befand sich der Salon und die Küche. Das Oberdeck war größtenteils offen, nur der Rauchersalon mittschiffs war geschlossen. Darüber befand sich die Brücke. Die maximale Passagierzahl wurde mit 800 angegeben.
Bei der Umrüstung auf dieselelektrischen Antrieb wurden zwei 550 PS-starke Dieselmotoren MTU 12V 183 TE 62 von MTU Friedrichshafen mit 12 Zylindern installiert. Die Kommandobrücke, die zuvor direkt vor dem Schornstein gelegen hatte, wurde weiter zum Bug hin versetzt und der Schornstein gekürzt. Das offene Oberdeck wurde mit großen Glasscheiben verschlossen. Die Verdrängung wurde nun mit 302 t und die maximale Passagierzahl mit 600 angegeben, 325 Sitzplätze und 275 Stehplätze.

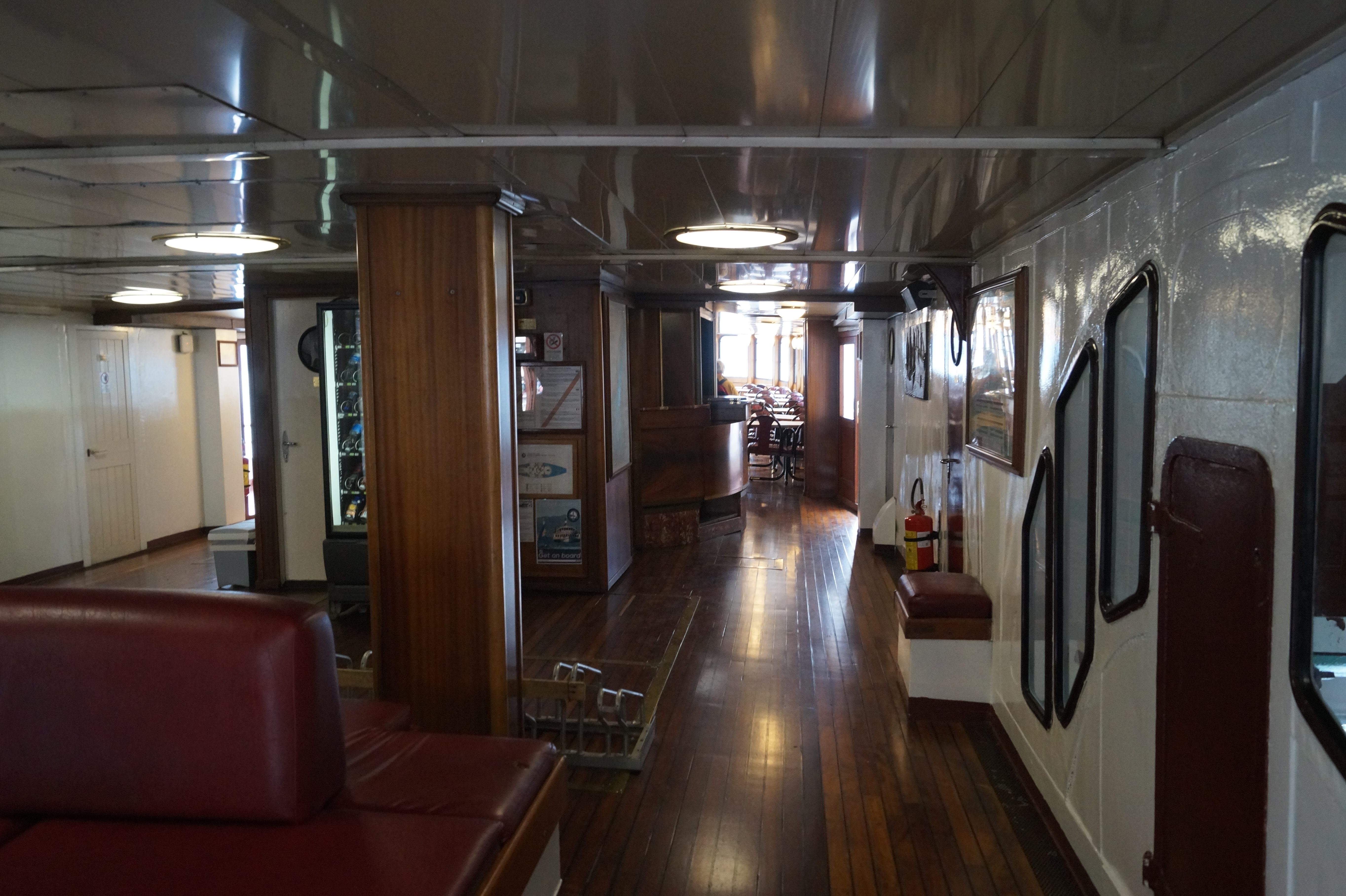
Saal auf dem Hauptdeck
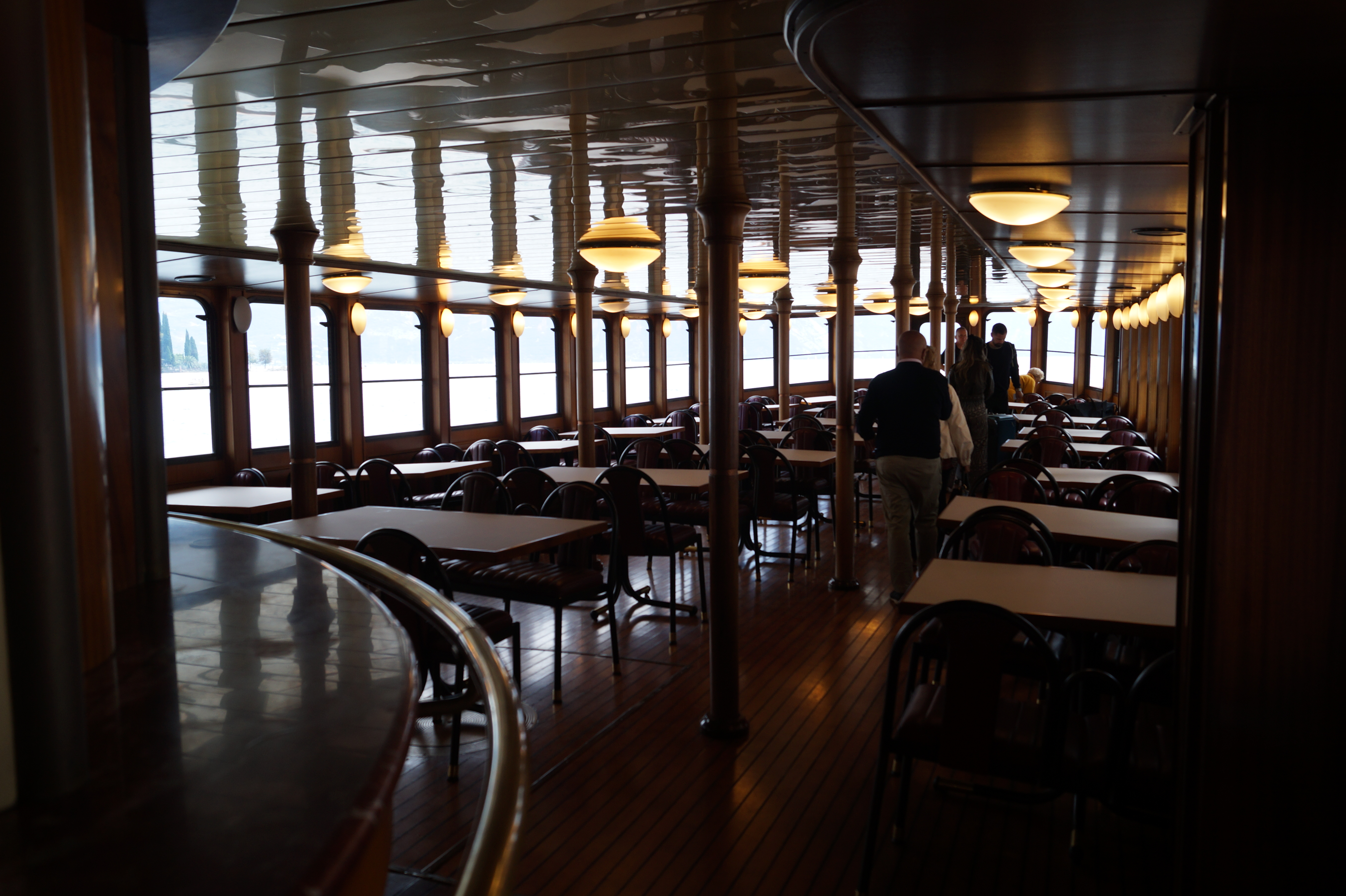
Salon auf dem Hauptdeck
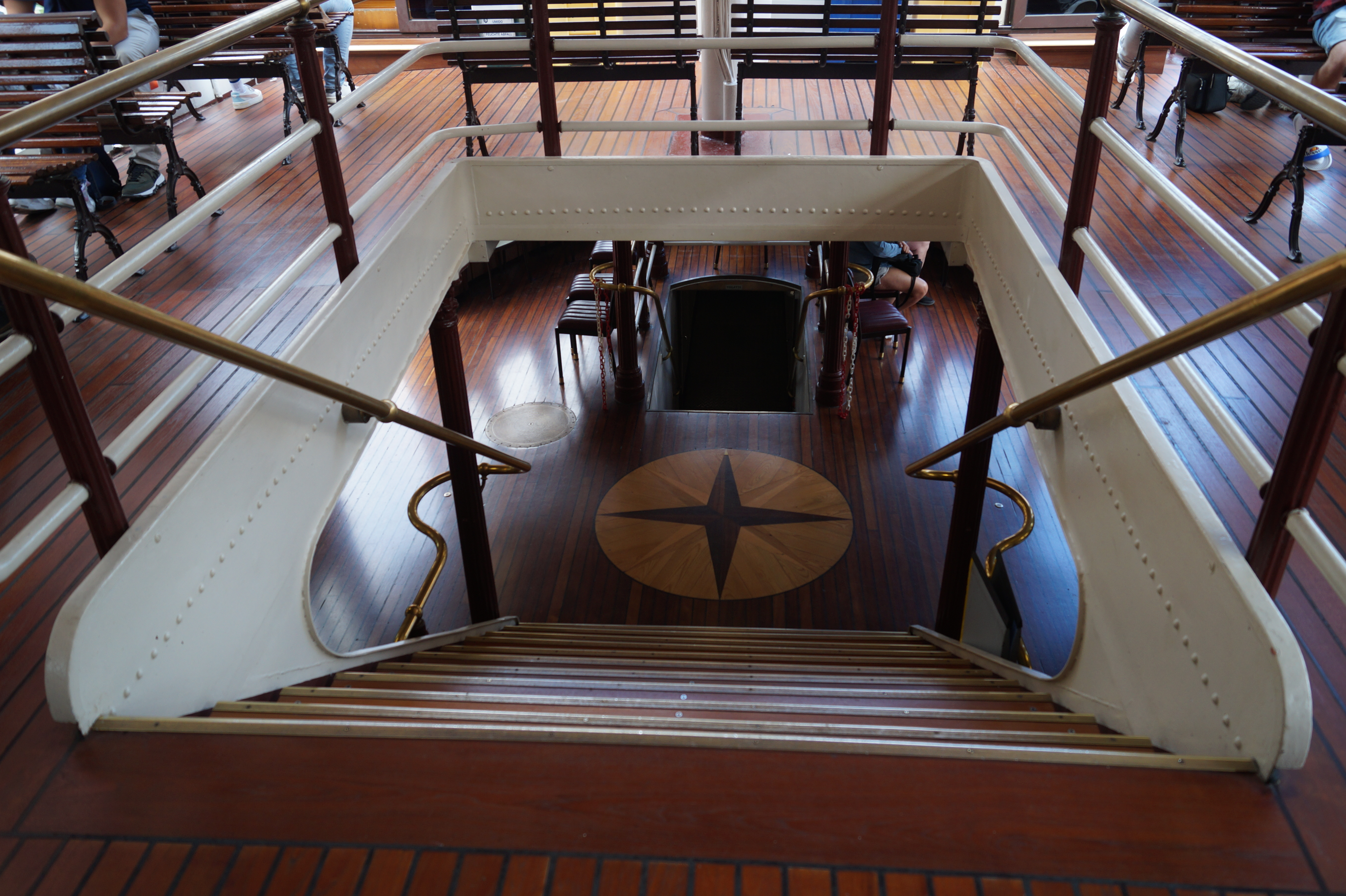
Treppe vom Oberdeck zum Hauptdeck
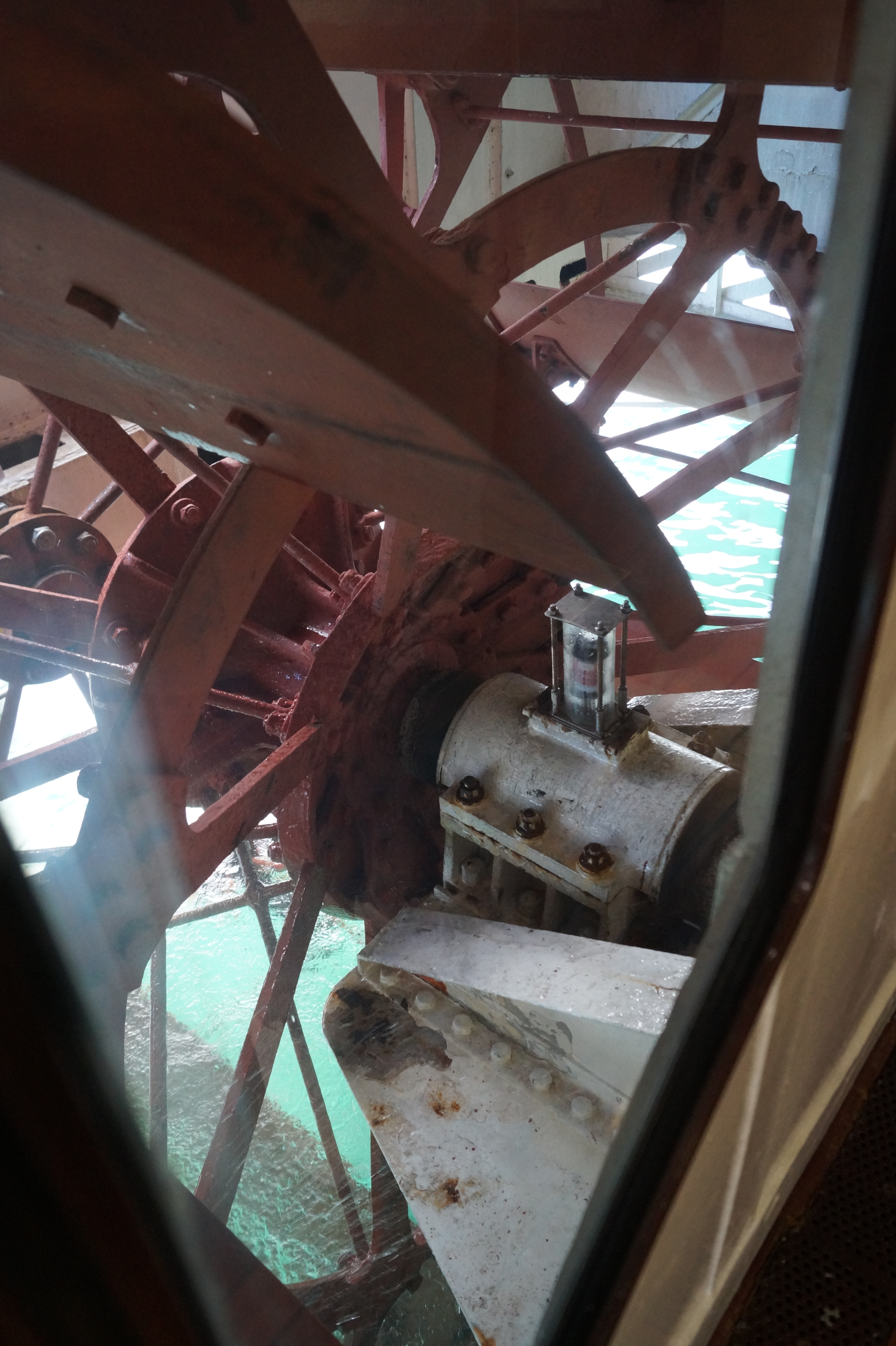
Schaufelrad